# Bouillargues Handball Nîmes Méditerranée
Maillots
Actualités
Le Bouillargues Handball Nîmes Méditerranée  est un club français de handball des villes de Bouillargues et Nîmes dans le Gard. Fondé en 1974, il est principalement connu pour sa section féminine qui évolue en Division 2 pour la saison 2023-2024.

## Histoire
En 1974, Jean Brun, directeur d’école à Bouillargues depuis 1973, fonde avec Jean-Claude Laurent, instituteur, fondateur de l'Association ludique de Bouillargues. En 1985, c’est l'accession en N2 (alors D3) puis la découverte de l'élite et de la Division 1 en 1989. Malgré la concurrence de son voisin, le HBC Nîmes, le club continue sa progression avec une troisième place en championnat en 1994, synonyme de qualification en Coupe de l'EHF (C3) pour la saison 1994-1995. En 2000, le SUN, nouveau nom du club, est vice-champion de deuxième division et retrouve l'élite un an après l'avoir quitté. Troisième du championnat lors de la saison 2000-2001, le club a alors à nouveau participé à la Coupe d'Europe de l'EHF. Au fil des saisons, le club a notamment recruté plusieurs internationales telle la Danoise Conni Olesen en 1984, la Norvégienne Cathrine Svendsen en 1994, les Roumaines Valentina Cozma (en) et Manuela Ilie au début des années 1990, la Croate Milena Murat en 1997 ou la star française Mézuela Servier en 1999.
Après un total de 13 saisons en D1, le club est relégué en Division 2 en 2004 puis en Nationale 1 en 2011. Vainqueur de ce championnat en 2017, Bouillargues remonte alors en D2.
En 2019, il prend le nom de BHNM, Bouillargues Handball Nîmes Métropole et reprend ainsi le flambeau du handball féminin nîmois après la disparition du HBC Nîmes en mars 2016. 
En attendant la construction d'une nouvelle salle de 500 places prévue en remplacement du gymnase datant de 1981 et partagé avec le collège, plusieurs matchs de deuxième division sont ainsi disputés au Parnasse de Nîmes où Bouillargues avait déjà disputé un quart de finale de Coupe de France en 2017.
En 2023, le club ajuste son nom pour devenir le Bouillargues Handball Nîmes Méditerranée. Ce changement est en partie dû au fait que la métropole nîmoise ne veut plus subventionner le sport féminin à Nîmes. De ce fait "Métropole" disparaît du nom du club au profit de "Méditerranée".

## Résultats

### Palmarès
| Compétitions nationales, | Compétitions internationales                                                  |
| - Championnat de France - Troisième : 1994, 2001 - Coupe de France - demi-finale : 2001 - Coupe de la Ligue - quart-de-finale : 2003 - Championnat de France de Division 2 - Vice-Champion : 2000 - Championnat de France de Nationale 1 - Champion : 1989, 2017 | - Coupe de l'EHF (C3) - 1/4 de finale : 1994-1995 - 1/8 de finale : 2001-2002 |

### Bilan saison par saison
| Saison    | Division | Rang        | Coupe de France                | Coupe de la Ligue     | Coupe d'Europe     |
| --------- | -------- | ----------- | ------------------------------ | --------------------- | ------------------ |
| 1988-1989 | Nat. 1   | 1re         | Pas de compétition             | Pas de compétition    | -                  |
| 1989-1990 | Div. 2   | ?           | Non qualifié                   | Pas de compétition    | -                  |
| 1990-1991 | Div. 1   | 6e          | Pas de compétition             | Pas de compétition    | -                  |
| 1991-1992 | Div. 1   | 4 à 10e     | 1/4 de finale                  | Pas de compétition    | -                  |
| 1992-1993 | Div. 1   | 9e          | Phase de poules                | Pas de compétition    | -                  |
| 1993-1994 | Div. 1   | 3e          | 1/4 de finale                  | Pas de compétition    | -                  |
| 1994-1995 | Div. 1   | 7e          | Pas de compétition             | Pas de compétition    | C3 : 1/4 de finale |
| 1995-1996 | Div. 1   | 9e          | Pas de compétition             | Pas de compétition    | -                  |
| 1996-1997 | Div. 1   | 6e          | Pas de compétition             | Pas de compétition    | -                  |
| 1997-1998 | Div. 1   | 5 à 8e      | ?                              | Pas de compétition    | -                  |
| 1998-1999 | Div. 1   | 9e          | ?                              | Pas de compétition    | -                  |
| 1999-2000 | Div. 2   | 2e          | Pas de compétition             | Pas de compétition    | -                  |
| 2000-2001 | Div. 1   | 3e          | 1/2 de finale                  | Pas de compétition    | -                  |
| 2001-2002 | Div. 1   | 9e          | 1/4 de finale                  | Pas de compétition    | C3 : 1/8 de finale |
| 2002-2003 | Div. 1   | 8e          | 4e tour                        | 1/4 de finale         | -                  |
| 2003-2004 | Div. 1   | 12e         | Pas de compétition             | -                     | -                  |
| 2004-2005 | Div. 2   | 5e          | 1/16 de finale                 | -                     | -                  |
| 2005-2006 | Div. 2   | 6e          | 5e tour                        | -                     | -                  |
| 2006-2007 | Div. 2   | 7e          | 1/16 de finale                 | -                     | -                  |
| 2007-2008 | Div. 2   | 6e          | Pas de compétition             | -                     | -                  |
| 2008-2009 | Div. 2   | 6e          | 5e tour                        | -                     | -                  |
| 2009-2010 | Div. 2   | 11e         | 3e tour                        | -                     | -                  |
| 2010-2011 | Div. 2   | 13e         | 1/16 de finale                 | -                     | -                  |
| 2011-2012 | Nat. 1   | 5e          | 1/16 de finale                 | -                     | -                  |
| 2012-2013 | Nat. 1   | 3e          | 1/8 de finale                  | -                     | -                  |
| 2013-2014 | Nat. 1   | 4e          | 1er tour                       | -                     | -                  |
| 2014-2015 | Nat. 1   | 3e          | 2e tour                        | -                     | -                  |
| 2015-2016 | Nat. 1   | 3e          | 1/8 de finale                  | -                     | -                  |
| 2016-2017 | Nat. 1   | 1er poule 3 | 1/4 de finale                  | Compétition supprimée | -                  |
| 2017-2018 | Div. 2   | 10e         | 4e tour                        | Compétition supprimée | -                  |
| 2018-2019 | Div. 2   | 12e         | 1/16 de finale                 | Compétition supprimée | -                  |
| 2019-2020 | Div. 2   | 3e poule B  | 1/16 de finale                 | Compétition supprimée | -                  |
| 2020-2021 | Div. 2   | 3e poule A  | annulée pour les clubs hors D1 | Compétition supprimée | -                  |
| 2021-2022 | Div. 2   | 4e          | 2e tour                        | Compétition supprimée | -                  |
| 2022-2023 | Div. 2   | 7e          | 2e tour                        | Compétition supprimée | -                  |
| 2023-2024 | Div. 2   | 8e          | Phase de poules                | Compétition supprimée | -                  |
| 2024-2025 | Div. 2   | à venir     | à venir                        | -                     |                    |

### Parcours du club en coupes d'Europe
| Saison    | Compétitions    | Tour          | Adversaire                 | Score   | Score   | Score   |
| Saison    | Compétitions    | Tour          | Adversaire                 | Aller   | Retour  | Total   |
| --------- | --------------- | ------------- | -------------------------- | ------- | ------- | ------- |
| 1994-1995 | Coupe de l'EHF, | 1/8 de finale | ŽRK Gevgelija              | 25 - 22 | 28 - 16 | 53 - 38 |
| 1994-1995 | Coupe de l'EHF, | 1/4 de finale | HK Slovan Duslo Šaľa       | 14 - 31 | 19 - 26 | 33 - 57 |
| 2001-2002 | Coupe de l'EHF  | 2e tour       | Fémina Visé Handball       | 23 - 15 | 36 - 23 | 59 - 38 |
| 2001-2002 | Coupe de l'EHF  | 3e tour       | WAT Fünfhaus de Vienne     | 32 - 11 | 38 - 17 | 70 - 28 |
| 2001-2002 | Coupe de l'EHF  | 1/8 de finale | McDonald's Wiener Neustadt | 19 - 19 | 18 - 19 | 37 - 38 |

## Personnalités liées au club

### Joueuses
Parmi les joueuses ayant évolué au club, on trouve :
- Mouna Chebbah : de 2019 à 2022
- Delphine Cendré : de 2003 à 2018[11]
- Valentina Cozma (en) : en 1991-1992[12]
- Joanne Dudziak : internationale française, jusqu'en 1996
- Manuela Ilie : jusqu'en 1994[2]
- Chantal Maïo : internationale française, de 1979 à 2002
- Rafika Marzouk : de 2001 à 2002
- Milena Murat : internationale croate, de 1997[3] à 2007
- Virginie Nervo : internationale française dans les années 1990[13]
- Gervaise Pierson : de 2007 à 2009
- Cathrine Svendsen : double vice-championne olympique, de 1994[2],[14] à 1995
- Mézuela Servier : de 1999 à octobre 2001
- Christine Vanparys : de 1998 à 1999

### Entraîneurs
Parmi les entraîneurs du club, on trouve :
- Jacques Grandjean : dans les années 1980[15] et 1990[1]
- Jean-Paul Martinet : de 1996[16] à 1998
- Guy Petitgérard : au début des années 2000
- Marc Wiltberger : de 2006 à 2008 et de 2009 à 2010
- Chantal Maïo : co-entraineuse de 2006 à 2008
- Milena Murat[3] : de ? à ?
- Jacques Riccardi : d'août 2014 à novembre 2015[17]
- Chantal Maïo : de novembre 2015[17] à 2016[18]
- Didier Delon : de 2016[18] à 2017
- Damien Scaccianoce : de 2017 à 2018
- Delphine Cendré : d'août 2018[19] à 2023
- Olivier Martinez : entraineur adjoint et préparateur physique
- Baptiste Filipe : entraineur depuis 2023

## Divers
Le club évolue à L’Agora gymnase d'une capacité de 500 places.
Ce gymnase a été inauguré le 10 mai 2021
Une fois par an, au stade Bordas, le club organise un tournoi de handball sur herbe "le Férihand" durant la féria de la Pentecôte.

## Historique du logo

Logo jusqu'en 2019.
Logo jusqu'en 2023.